# Jacques Nienaber
Jacques Nienaber (* 16. Oktober 1972 in Kimberley) ist ein südafrikanischer Trainer im Rugby Union. Von 2020 bis 2023 war er Trainer der Nationalmannschaft Südafrikas und wurde mit dieser 2023 Weltmeister.

## Jugend
Nienaber wuchs in Welkom und Bloemfontein auf und besuchte das für seine Rugbymannschaft bekannte Grey College. Es folgte ein Studium an der Universität des Freistaates. Danach leistete er seinen Militärdienst und lernte dabei Rassie Erasmus kennen, mit dem er in seinen späteren Karriere wiederholt zusammenarbeitete.

## Karriere
Nach Abschluss der Ausbildung als Physiotherapeut arbeitete nach mehreren Stationen bei den Free State Cheetahs, Western Province Rugby, den Stormers und Munster Rugby u. a. als Assistent von Rassie Erasmus bei der WM 2019, bei der die Nationalmannschaft Südafrikas zum dritten Mal Weltmeister wurde. 2020 wurde er als Nachfolger von Erasmus Cheftrainer der Springboks und führte diese bei der WM 2023 zum vierten Weltmeistertitel. Nach der WM wechselte er zu Leinster Rugby.

## Privatleben
Nienaber und seine Ehefrau Elmarie, ebenfalls Physiotherapeutin, haben zwei Kinder.